# 贝京路

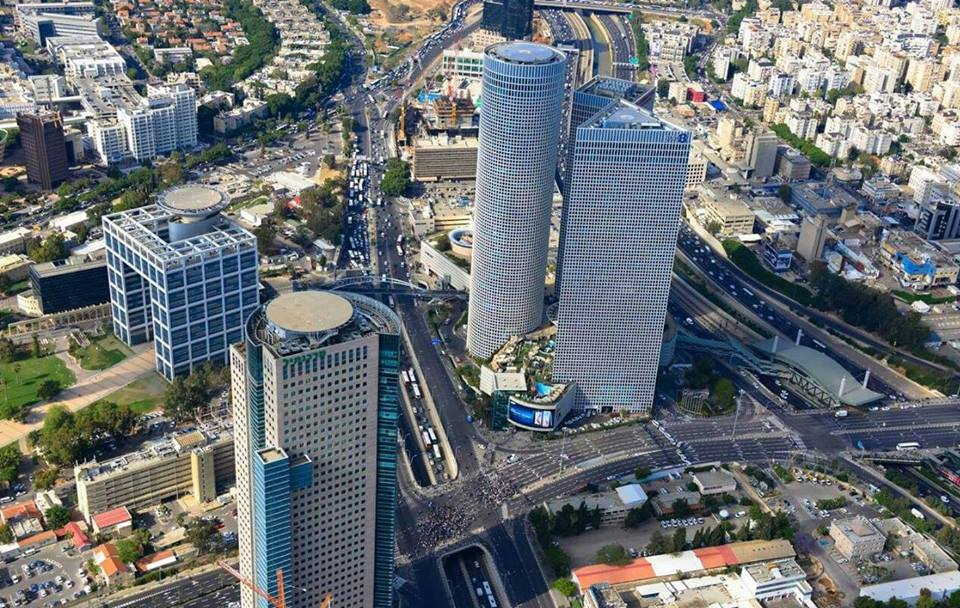
贝京路

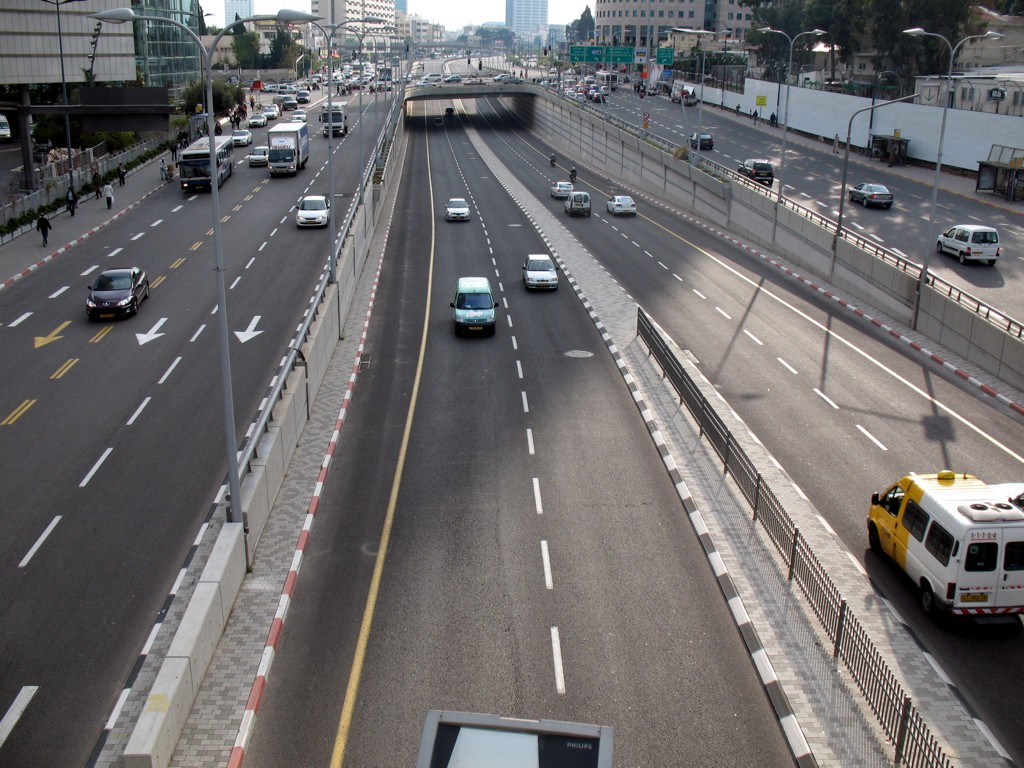

贝京路是以色列特拉维夫的一条主干道，始于艾伦比街，北止于20号公路。
这条路以梅纳赫姆·贝京命名，此前曾被称为佩塔提克瓦路。